# در جستجوی ناکجاآباد
در جستجوی ناکجاآباد یا در جستجوی نورلند (به انگلیسی: Finding Neverland) فیلمی است ساخته سال ۲۰۰۴ میلادی به کارگردانی مارک فورستر. دیوید مگی فیلم‌نامهٔ در جستجوی ناکجاآباد را بر اساس نمایشنامهٔ مردی که پیتر پن بود نوشتهٔ آلن نی اقتباس کرد. این فیلم با موسیقی یان کاچماریک، برندهٔ جایزهٔ اسکار بهترین موسیقی فیلم شد.

## داستان
فیلم بر اساس زندگی حقیقی سر جیمز بری نویسندهٔ کودکان ساخته شده‌است. جیمزبری(جانی دپ) نویسندهٔ تئاتر برای بزرگسالان است که در لندن نمایش به اجرا درمی‌آورد. او با شکستی سخت از طرف روزنامه‌ها روبه‌رو می‌شود و بسیاری او را بی‌استعداد می‌شمارند حتی همسرش (رادا میشل) نیز به او اعتنا نمی‌کند.
او شدیداً تنهاست و بیشتر اوقات تنهایی به پارک می‌رود. او روزی در پارک با خانواده‌ای آشنا می‌شود؛ خانوادهٔ دیویس. مادر خانواده، سیلویا دیویس (کیت وینسلت) که بیوه شده‌است با چهار پسر شر و شیطان‌اش زندگی سختی می‌گذراند. جیمز که به این خانواده علاقه‌مند شده‌است، آن‌ها را الگوی داستان پیتر پن قرار می‌دهد. رفته رفته آن‌ها به هم وابسته‌تر می‌شوند.
بالاخره داستان پیتر پن شکل می‌گیرد. در شب افتتاحیه نمایش سیلویا سخت مریض می‌شود و در آستانهٔ مرگ است. اما جیمز که به قول داده‌بود او را روزی به نورلند (سرزمین پیترپن) ببرد در لحظهٔ مرگش نمایش را در خانهٔ او اجرا می‌کند. نورلند اکنون جایگاه بهشت را برای سیلویا دارد. سیلویا پا به بهشت می‌گذارد و با آرامش جهان را ترک می‌کند.
جیمز بعد از مرگ او چهار پسر او را با همسرش که حالا دیگر به نورلند اعتقاد دارد بزرگ می‌کند. او در ضمن به پیتر (که شخصیت پیترپن را از او گرفت) نویسندگی یاد می‌دهد. آن‌ها به فرشته‌ها و نورلند اعتقاد دارند. باری آنان سیلویا را هیچ‌وقت از یاد نمی‌برند.

## بازیگران

### بازیگران فیلم
- جانی دپ (سر جیمز بری)
- کیت وینسلت (سیلویا دیویس)
- رادا میشل (مری انسل بری)
- داستین هافمن (چارلز)
- فردی هایمور (پیتر دیویس)
- جو پراسپرو (جک دیویس)
- نیک رود (جورج دیویس)
- لوک اسپیل (مایکل دیویس)
- ایلین اسل (خانم اسنو)
- موری مک‌آرتور

### بازیگران نمایش پیترپن
- کلی مک دونالد (پیترپن)
- تیم پاتر (کاپیتان هوک)
- آنگوس بارنت (نانا)
- توبی جونز (اسمی)
- کیت میبرلی (وندی)
- مت گرین (جاتن دارلینگ)
- گاترین رس (مایکل دارلینگ)
- جین بوکر (مری دارلینگ)